# Ferdinand Geizkofler

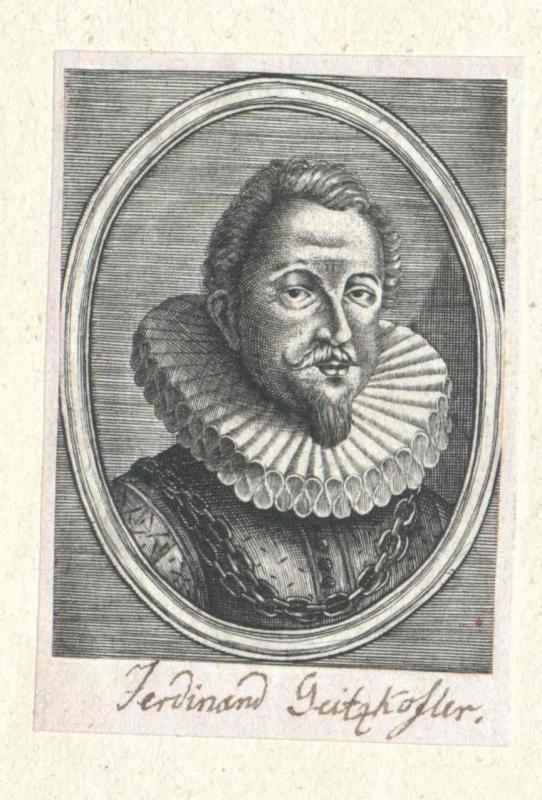
Ferdinand Geizkofler von Gailenbach und Haunsheim

Ferdinand Geizkofler von Gailenbach und Haunsheim (* 19. Juni 1592 in Augsburg; † 2. Februar 1653 in Regensburg, nicht in Ulm) war ein Freiherr und württembergischer Hofkanzleidirektor.

## Leben
Ferdinand Geizkofler wurde 1592 als einziges Kind von Zacharias Geizkofler von Gailenbach und Haunsheim (1560–1617) und seiner Frau Maria Jakobine (geborene Rehlinger; † 1600) geboren. Sein Vater war seit 1597 Reichspfennigmeister des Heiligen Römischen Reichs und hatte das Schloss in Haunsheim und das Schloss Gailenbach in Edenbergen erbaut.
Im schwäbischen Wäschenbeuren bei Göppingen gründete Ferdinand 1618 den örtlichen Schützenverein „Zur Erhaltung guter Gesell- und Nachbarschaft, auch mehrer Kurzweil willen.“ 1622 verkaufte er das Schloss Gailenbach für 11.000 Taler an den Kaufmann Matthias Koch (1581–1633). Ferdinand wurde 1625 in den Freiherrenstand erhoben und zum Regimentsrat ernannt. Seit 1644 war er württembergischer Hofkanzleidirektor.
Ferdinand starb 1653 ohne männlichen Erben, so dass die von seinem Vater begründete schwäbische Linie der Familie schon in der zweiten Generation wieder ausstarb. Das angestammte Geschlecht der Geizkofler erlosch erst 1730 mit dem Tode von Franz Joseph Geizkofler in der ursprünglichen Heimat Tirol. Ferdinands Witwe aus dritter Ehe, Maria Polyxena (geborene von Teuffenbach; 1625–1696), und seine Tochter Maria Elisabeth heirateten in die freiherrliche Familie von Racknitz ein, so dass das Schloss Haunsheim in den Besitz dieser aus der Steiermark eingewanderten Familie überging.

## Nachkommen
Ferdinand vermählte sich 1617 mit Felicitas Weiß († 9. September 1618), dann 1629 mit Elisabeth von Teuffenbach († 2. November 1648) und schließlich am 2. Oktober 1649 mit Maria Polyxena von Teuffenbach (* 24. April 1625; † 28. Juli 1696).
Kinder aus zweiter Ehe:
- Ortolf Friedrich
- Maria Rosina

Kinder aus dritter Ehe:
- Maria Elisabeth[11]
- Maria Regina
- Anna Katharina (nachgeboren)